# Route nationale 80 (France)
Pour les articles homonymes, voir Route nationale 80.
La route nationale 80 (ou RN 80) est une route nationale française ayant connu plusieurs affectations au cours du temps, mais qui relie aujourd'hui Montchanin à Chalon-sur-Saône.
Elle appartient à la Route Centre-Europe Atlantique (RCEA) et est aménagée en 2x2 voies.

## Historique
Créée en 1824, la RN 80 dite « route de Châtillon-sur-Seine à Mâcon » reliait Châtillon-sur-Seine à Cluny où elle rejoignait la route nationale 79.
En 1972, les sections de Châtillon-sur-Seine à Autun et de Montcenis à Cluny ont été déclassées en RD 980. 
La route avait alors été prolongée et reliait Autun à Chalon-sur-Saône, via Montchanin et Le Creusot. Elle conservait de fait une partie de son tracé d'origine entre Autun et Montcenis, la section d'Autun aux Renaudiots (qui appartenait à la route nationale 78) ayant été reprise par la RN 80.
Le 5 décembre 2005, la section d'Autun à Montchanin a été déclassée en RD 680.
Il ne reste depuis plus rien de la RN 80 historique, seul le tronçon de Montchanin à Chalon-sur-Saône ayant été conservé en raison de son appartenance à la Route Centre-Europe Atlantique (RCEA) et appartient à la Route Européenne E 607 .

## Parcours

### Tracé actuel: de Montchanin à Chalon-sur-Saône
Cette section est toujours classée en route nationale.
Elle appartient à la RCEA et est aménagée en 2x2 voies.
Elle traverse les communes de :
- Montchanin (km 0)
- Saint-Désert (km 20)
- Chalon-sur-Saône (km 32)

### Ancien tracé d'Autun à Montchanin
Cette section est déclassée en RD 680 depuis 2006.
Elle traverse les communes de :
- Autun (km 0)
- Marmagne (km 21)
- Montcenis (km 26)
- Le Creusot (km 27)
- Montchanin (km 34)

Elle rejoint à Montchanin le tracé encore conservé aujourd'hui.

### Tracé originel: de Châtillon-sur-Seine à Cluny
Depuis 1972, ce tracé est déclassé en RD 980 de Châtillon-sur-Seine à Autun ainsi que de Montcenis à Cluny. La section d'Autun à Montcenis a appartenu à la RN 80 jusqu'en 2006 puis a été déclassée en RD 680.
Ce tracé traversait les communes de :
- Châtillon-sur-Seine Début sur D 680
- Ampilly-le-Sec
- Coulmier-le-Sec
- Puits
- Étais
- Montbard
- Semur-en-Auxois
- Précy-sous-Thil
- Montlay-en-Auxois
- Saulieu
- Chissey-en-Morvan
- Lucenay-l'Évêque
- Reclesne
- Autun Échange sur D 980
- Les Renaudiots (commune d'Autun)
- Marmagne
- Montcenis Échange sur D 680
- Blanzy
- Mont-Saint-Vincent
- Sailly
- Salornay-sur-Guye
- Cluny

## Itinéraire

### Contournement Est de Chalon-sur-Saône (RD 673)
Cette section appartenait à la RN 80 jusqu'en 2006 ; elle est depuis déclassée en RD 673 et est aujourd'hui affectée à la rocade de Chalon-sur-Saône.
- Carrefour giratoire entre RD 5A, RN 73 et RD 673.
- Saint-Marcel, Épervans
- Pont sur  la Saône
- Chalon-sur-Saône (Centre), Saint-Rémy
- Carrefour giratoire entre RD 673, RD 906 et RN 80.

### De Chalon-sur-Saône à Montchanin
- Carrefour giratoire entre RD 673, RD 906 et RN 80.
- Pont ferroviaire sur la ligne de Paris-Lyon à Marseille Saint-Charles.
- Carrefour giratoire entre RN 80 et A6.
- Carrefour giratoire entre RN 80 et RD 977
- 2 Chalon-sur-Saône
- 3 Givry, Saint-Désert, Cluny
- 4 Jambles, Moroges
- 5 Sassangy, Sainte-Hélène
- 6 Marcilly-lès-Buxy
- Passage sous la LGV Sud-Est
- Carrefour giratoire entre RN 80, RD 680 et RN 70